# راي هاريل
راي هاريل (بالإنجليزية: Ray Harrell)‏ هو لاعب كرة قاعدة أمريكي، ولد في 16 فبراير 1912 في بيتروليا في الولايات المتحدة، وتوفي في 28 يناير 1984 في الإسكندرية في الولايات المتحدة.

## وصلات خارجية
- راي هاريل على موقع دوري كرة القاعدة الرئيسي (الإنجليزية)
- راي هاريل على موقعبيزبول رفرنس.كوم (الدوري الرئيسي) (الإنجليزية)
- راي هاريل على موقعبيزبول رفرنس.كوم (الدوري الثانوي) (الإنجليزية)